# 蘇哈蘇拉河
蘇哈蘇拉河（烏克蘭語：Суха Сура），是烏克蘭的河流，位於該國東部第聶伯羅彼得羅夫斯克州，屬於莫克拉蘇拉河的左支流，發源自烏克蘭卡東南面，河道全長41公里，流域面積431平方公里。